# SC 07 Bad Neuenahr
Maillots
Le SC 07 Bad Neuenahr est un club de football féminin situé à Bad Neuenahr-Ahrweiler (land de Rhénanie-Palatinat) en Allemagne. L'équipe joue en Bundesliga.

## Histoire
Jusqu'en 1997, le SC 07 Bad Neuenahr a joué l'ascenseur. À trois reprises, le club est monté en Bundesliga et à trois reprises, le club est descendu. 
Fin de saison 1996-1997, le SC 07 Bad Neuenahr est remonté, s'est stabilisé et depuis, progresse. Au départ, la lutte pour le maintien était le lot quotidien, cependant, depuis quatre ans, le SC 07 Bad Neuenahr est dans le Top 5. Sa joueuse la plus connue est Célia Okoyino da Mbabi qui y a évolué de 2004 à 2013.